# Uczep owłosiony
Uczep owłosiony (Bidens pilosa L.) – gatunek rośliny jednorocznej z rodziny astrowatych. Pochodzi z Ameryki Południowej i Północnej, gdzie pierwotnie rósł po Meksyk i Kalifornię na północy. Został szeroko rozprzestrzeniony na wszystkich kontynentach w strefie międzyzwrotnikowej i umiarkowanej ciepłej, gdzie rośnie jako gatunek inwazyjny. W Europie występuje już zadomowiony w południowej i zachodniej części kontynentu, natomiast w środkowej pojawia się zawlekany przejściowo. W Polsce rzadko i dawniej tylko obserwowany.

## Morfologia
PokrójRoślina zielna o wysokości zwykle w przedziale od 30 do 60 cm, ale zdarzają się rośliny osiągające ledwie 10 cm i bardzo okazałe, sięgające 250 cm wysokości. Łodyga w górnej części jest owłosiona.
LiściePojedynczo pierzastodzielne, na ogonkach długości 3–7 cm.
KwiatyZebrane w pojedyncze koszyczki, rzadziej powstające w luźnych baldachogronach. Koszyczki o średnicy ok. 1 cm. Brzeżne kwiaty języczkowe zwykle w liczbie 5–8, ale bywa ich mniej (czasem brak całkiem) lub więcej. Mają barwę białą do różowawej, czasem żółtawą.
OwoceRozłupki silnie wydłużone (od 4 do 16 mm długości) przy szerokości poniżej 1 mm. Zakończone ośćmi do 4 mm długości lub bez ości.

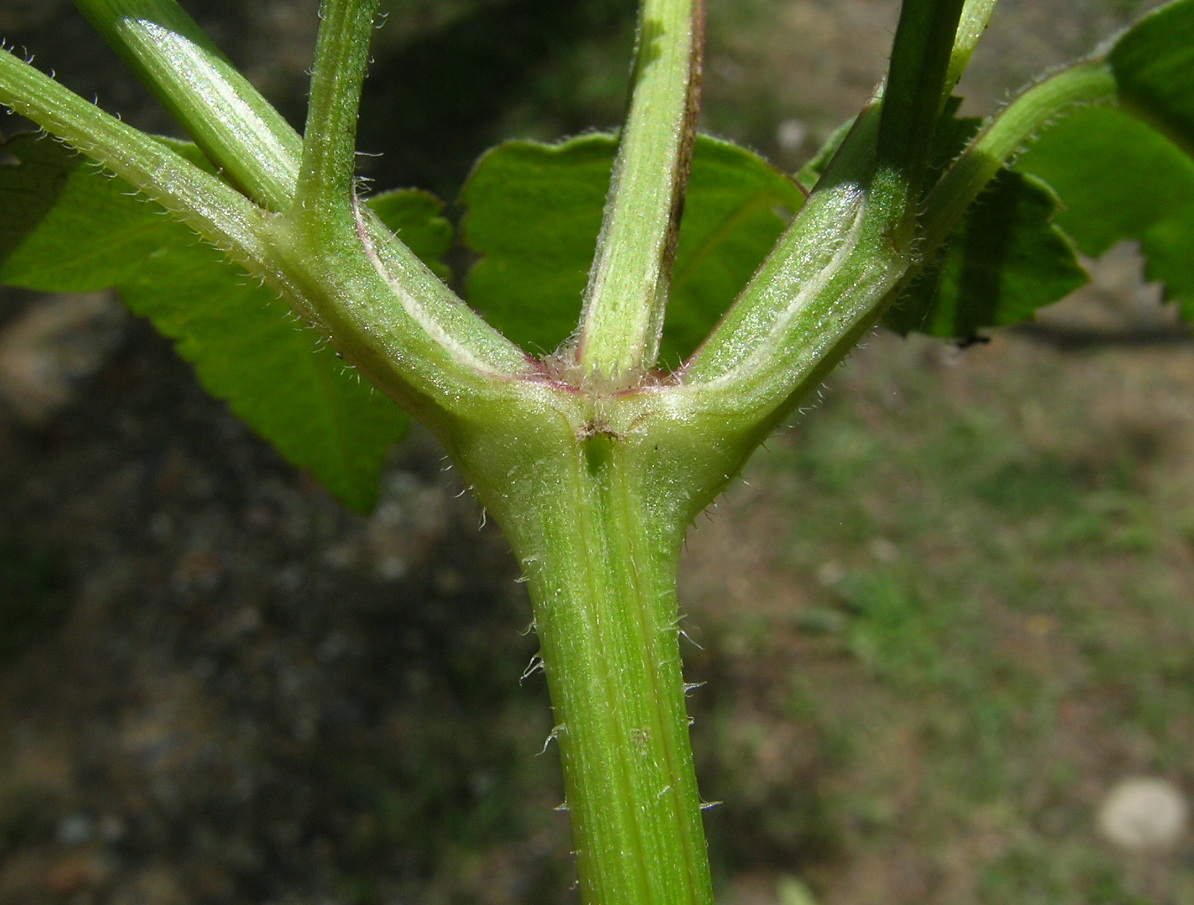
Owłosiona łodyga
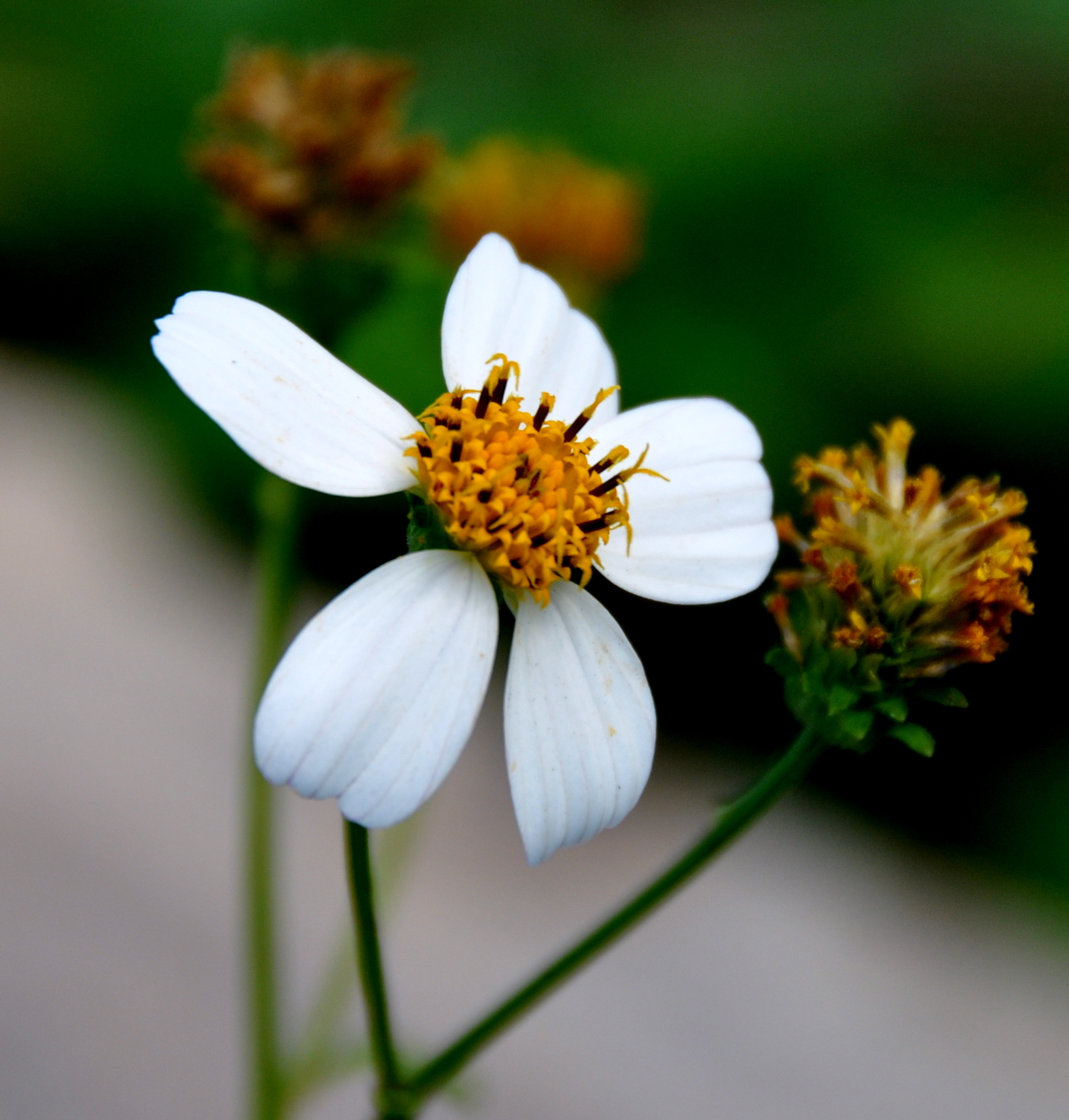
Koszyczek
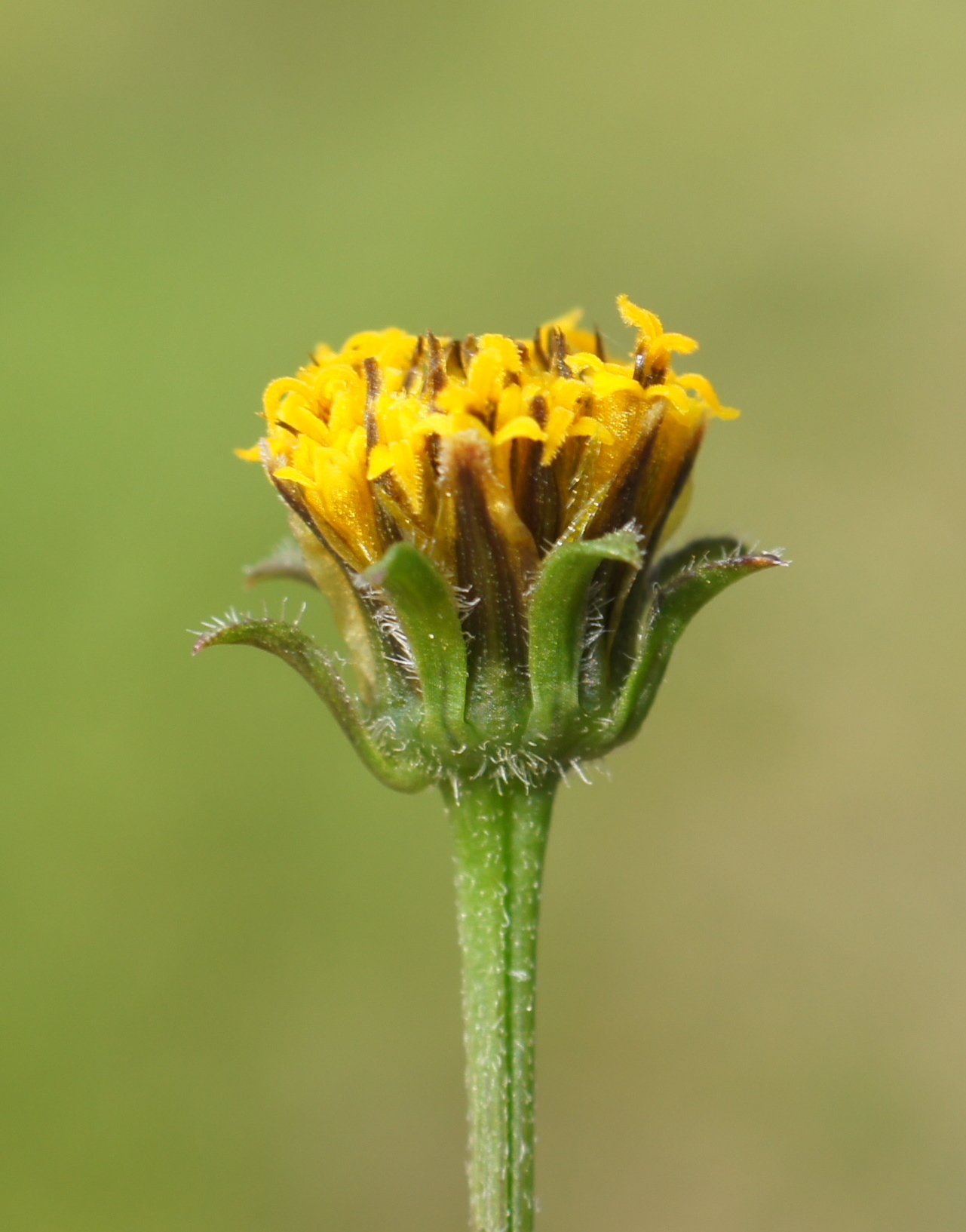
Koszyczek
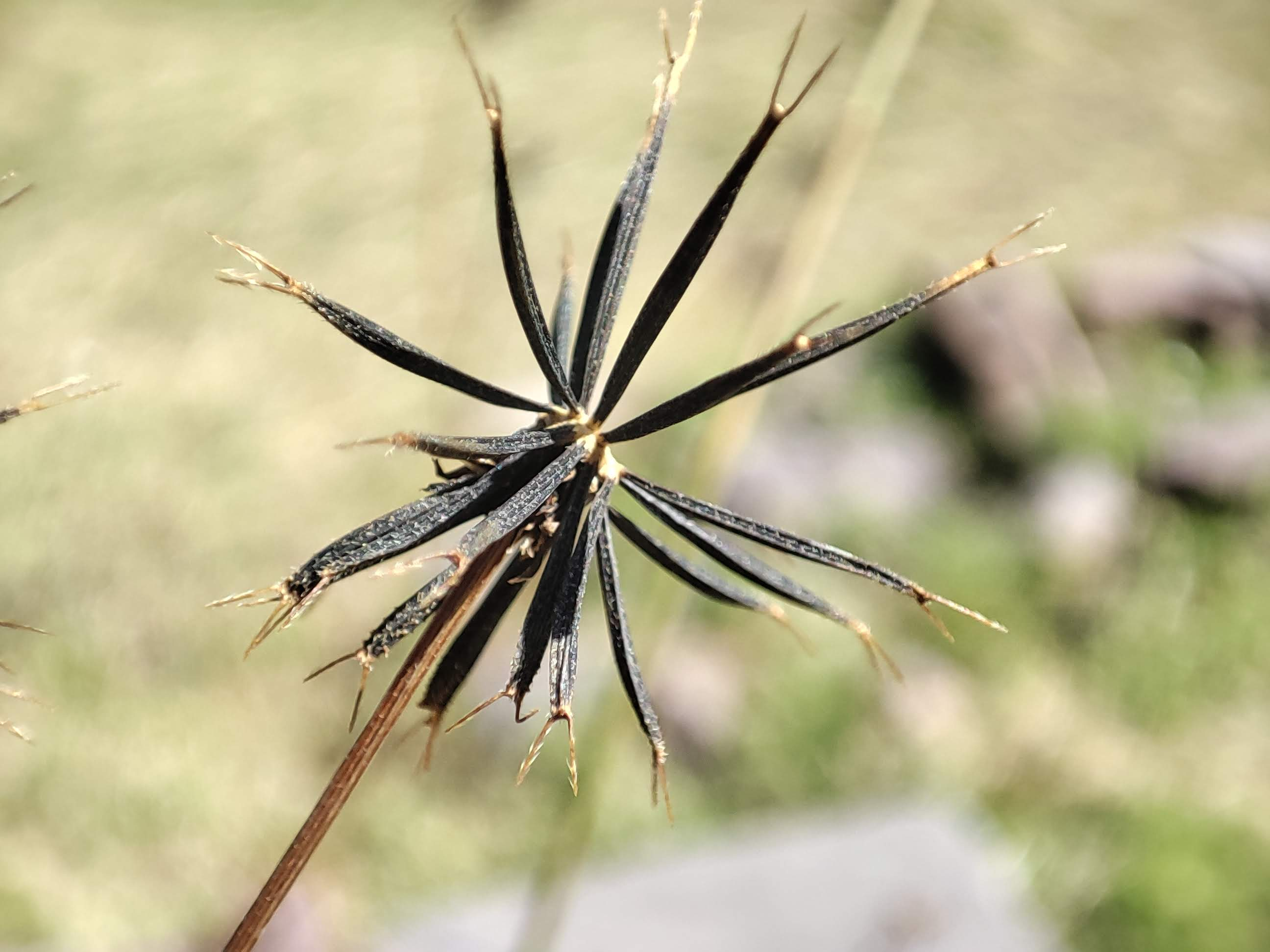
Owoce

## Biologia i ekologia
Roślina jednoroczna, czasem też rośnie jako wieloletnia. W odpowiednich warunkach klimatycznych może kwitnąć przez cały rok. Preferuje miejsca wilgotne, rośnie na przydrożach, polach, różnych siedliskach ruderalnych.